# 座喜味盛珍
座喜味親方盛珍（ざきみうぇーかたせいちん、1781年3月23日 - 1837年10月25日）は、琉球王国の官僚。唐名は毛執功（もう　しっこう）を名乗った。
毛氏座喜味殿内と称される貴族家系に生まれ、後に7代目当主となった。1807年には、領地として読谷山間切（現在の読谷村にあたる）を与えられた。
1826年には、年頭使（年頭慶賀のため薩摩藩主へ派遣される使節団）として鹿児島に派遣された。1826年から1836年にかけて、三司官を務めた
。